# Luis Fretes Carreras
Luis Antonio Fretes Carreras (San Juan Bautista, 8 de octubre de 1964) es un politólogo, diplomático, abogado, político, docente e investigador paraguayo. Desempeña funciones de consultor y gestor de proyectos para el Banco Mundial y el Programa de las Naciones Unidas para el Desarrollo (PNUD). Ejerció el cargo de asesor facultativo del Congreso de Paraguay, así también el de Embajador Extraordinario y Plenipotenciario del Paraguay ante la República de Portugal, además de ser concurrente en la República Argelina Democrática y Popular (2009-2014) durante el gobierno de Fernando Lugo y culminó sus funciones a inicios del gobierno de Horacio Cartes.
Fue candidato a senador en su país por la Concertación Nacional en las elecciones generales de 2023.

## Biografía
Luis Antonio Fretes Carreras nació el 8 de octubre de 1964 en San Juan Bautista, Departamento de Misiones, Paraguay. Obtuvo su título de abogado en la Universidad Nacional de Asunción en 1989. Posee una maestría en Ciencias Políticas de la misma universidad, un Diplomado en Desarrollo Regional por el Instituto Latinoamericano de Planificación Económica y Social/CEPAL-Chile, una maestría en Acción Política y Participación Ciudadana en el Estado de Derecho de la Universidad Francisco de Vitoria en España, y ha realizado estudios de doctorado en la Universidad de Lisboa y la Universidad de Salamanca. Fretes Carreras ha sido docente de Ciencia Política Contemporánea y desempeñó un papel destacado como fundador y primer director (con permiso) del Centro de Políticas Públicas de la Universidad Católica "Nuestra Señora de la Asunción". También fue profesor en el ISCTE - Instituto Universitario de Lisboa e investigador en el Centro de Estudios Internacionales. Además, ocupó el cargo de Embajador Extraordinario y Plenipotenciario de Paraguay ante la República de Portugal desde 2009 hasta octubre de 2014, durante el gobierno de Fernando Lugo, y continuó en el cargo durante los primeros meses del gobierno de Horacio Cartes, culminando sus funciones en octubre de 2014. Está casado con Martha Patricia Díaz Romero y tienen tres hijos.

## Publicaciones
A lo largo de su trayectoria ha escrito varias publicaciones, alguna de ellas:
- Transformaciones geopolíticas en América del Sur. Crisis de las relaciones internacionales del Paraguay en el MERCOSUR y la UNASUR, Revista Estudios Iberoamericanos de la UMCS, vol. IV. Lublin, Polonia. (2014)

- Paraguay and the asymmetric integration in South America. What´s next? Atenas, Grecia. (2013)

- La Consolidación Democrática en Paraguay. Revista América Latina Hoy N.º 60, pp. 67-82. Salamanca, España. (2012)[7]